# SK Nusle
SK Nusle je český fotbalový klub, který sídlí v pražských Nuslích. Založen byl roku 1903, což z něj činí jeden z nejstarších českých fotbalových klubů. Mezi největší úspěchy klubu patří vítězství 2. Národní ligy v sezoně 1941/42 a účast v 1. Národní lize v sezonách 1942/43 a 1943/44. Klubovými barvami jsou modrá a bílá. Hřiště klubu se v současné době nachází na Děkanské vinici na Pankráci (stadion Na Děkance). Historie klubu je od počátku spjata s čtvrtí Nusle, v letech 1898 až 1921 samostatným okresním královským městem na jižním okraji tehdejší Prahy. V téže čtvrti působil také další slavný klub Nuselský SK. V současné době je SK Nusle účastníkem pražské I. B třídy, skupina A. 

## Historie
Klub byl založen v roce 1903 jako SK Bivoj Nusle, od roku 1910 SK Nusle. Ve 30. letech bylo hřiště SK Nusle na Pankráckém náměstí (v těch letech spolu s Nuselským SK), kde byl stadionek Na Bělce s hliněnými ochozy a dřevěnou tribunkou, později zastavěný Palácem kultury a jižním ústím Nuselského mostu, poté Na Děkance. Prvoligové zápasy hrál SK Nusle většinou na Dannerově stadionu Bohemians z důvodu malé kapacity stadionku Na Bělce. Tým udivoval tehdy slušnou a útočnou hrou tria Průcha, Dlask, Senecký, pozdějších hráčů Slavie a Sparty. Po roce 1948 vystřídal postupně názvy jako Sokol Jawa Nusle, Jawa Praha Nusle, Spartak Nusle Závody 9. května, Spartak Nusle, Spartak Nusle Jawa, Spartak Praha 4-Nusle. V době války byl 2 sezóny účastníkem nejvyšší soutěže. Po válce hrál postupně druhou ligu, divizi a v šedesátých letech po zrušení divizí tehdy třetí nejvyšší celostátní soutěž (pražský přebor). K názvu SK Nusle se vrátil v roce 1968. Průměrná návštěva mistrovských utkání na Děkance byla 1500 platících diváků. V letech 1959 až 1969 pořádal SK Nusle tradiční dorostenecké i seniorské zimní fotbalové turnaje na stadionku Na Děkance. Pod hlavičkou Spartaku Nusle tam působil i lehkoatletický oddíl (Mistr sportu chodec Václav Balšán) a prvoligové týmy pozemního hokeje.

### Úspěchy
- Účast v 1. lize: 1942/43, 1943/44
- Účast ve Středočeské divizi 1935/36 (3. místo) až 1939/40 (3. místo)
- Vítězství ve středočeské divizi a 2. národní lize 1940/41 a 1941/42
- Účast ve Středočeské divizi 1945/46 až 1946/47 (3. místo)
- Třetí místo ve 2. československé fotbalové lize 1948 (skupina A)
- Vítězství v lize nad Spartou 5 : 2 (na Letné)
- Třetí místo ve 2. československé fotbalové lize 1951 (skupina A)
- Krajský přebor – ÚNV Praha 1952 (11. místo)

### Slavní hráči
- Vojtěch Bradáč (15 vstřelených branek za SK Nusle v Českomoravské Národní lize v ročníku 1942/43)
- Vratislav Čech
- Karel Černý
- Miloslav Jankovský
- Václav Jíra (fotbalista)
- Karel Senecký (odchovanec klubu)
- Rudolf Vytlačil, trenér národního mužstva Československa (mj. vicemistrů světa 1962 v Chile)
- Emil Kabíček (také brankář Slavie)[1], Československý ligový titul se Slavií v letech 1947 a 1948
- MUDr. Zdeněk Raudenský (všestranný záložník)
- Antonín Herzog (slavné pravé křídlo)
- Josef Horák, 1000 zápasů za SK Nusle
- Leon Mařan (známý exekutor penalt)
- Václav Lejnar (obránce a amatérský herec)
- František Papoušek (slavné levé křídlo)
- Václav Nosek (obávaný "centrforvard")
- Bedřich Vacek

## Současnost
SK Nusle v sezóně 2018/2019 hrál soutěž Pražská II. třída skupina C a obsadil s 36 body 7. místo. V sezóně 2019/2020 hraje stejnou soutěž. Barvy Nuselského sportovního klubu jsou modrá a bílá, dresy modrobílé, "sešívané", tradičně s modrou hvězdou. Od roku 2025 spolupracuje SK Nusle s FC Tempo Praha, zejména v oblasti podpory začínajících fotbalistů a co  nejlepšího využití sportovních areálů obou klubů